# Браян Феррі
Браян Феррі (англ. Bryan Ferry; 26 вересня 1945) — англійський співак та автор пісень. Його спів має дуже чітки риси, такі як елегантність, спокусливість. Також відомий завдяки яскравому стилю одягу. Існує така точка зору, що Феррі разом з Девідом Бові мали вплив на ціле покоління завдяки їх музиці та їх зовнішньому вигляду.
Браян Феррі здобув популярність як провідний вокаліст і автор пісень за часи своїх виступів у складі глем-артрокового гурту Роксі М'юзік (Roxy Music), з трьома альбомами та десятком сінглів, що досягли першого місця  у чартах Великої Британії з 1972 по 1982 роки. Серед їх сінглів «Love is the Drug», «Dance Away», «Angel Eyes», «Over You», «Oh Yeah», «Jealous Guy» та «More Than This». Феррі почав сольну кар'єру у 1973 році. Серед його сольних хітів того періоду — «A Hard Rain's a-Gonna Fall», «Let's Stick Together» та «This Is Tomorrow». Феррі розпустив Роксі М'юзік після випуску їхнього найпопулярнішого альбому Avalon (1982), заради змоги сконцентруватися на сольній  кар'єрі. Серед синглів цього періоду такі хіти як «Slave to Love» та «Don't Stop the Dance». Якщо рахувати разом продажі його сольних платівок з Роксі М'юзік, він продав більш ніж 30 мільйонів платівок по всьому світу.

## Дискографія

### Студійні альбоми
- These Foolish Things (1973)
- Another Time, Another Place (1974)
- Let's Stick Together (1976)
- In Your Mind (1977)
- The Bride Stripped Bare (1978)
- Boys and Girls (1985)
- Bête Noire (1987)
- Taxi (1993)
- Mamouna (1994)
- As Time Goes By (1999)
- Frantic (2002)
- Dylanesque (2007)
- Olympia (2010)
- The Jazz Age (2012)
- Avonmore (2014)
- Bitter-Sweet (2018)
- Loose Talk (2025)